# Иван Бабејић
Иван Бабејић (Лазница, 1894 — Паљане, 5. септембар 1934) био је познати хајдук и војник Краљевине Југославије о коме су се испевале песме и шириле легенде.

## Биографија
Једн од најпознатијих хајдука Краљевине Југославије Иван Бабејић (1894—1934) је пореклом био Влах који је својим сународницима из целе Источне Србије често и радо помагао, али је највише волео своје родно Хомоље и село Лазницу из које је потекао.
Током Првог светског рата, Бабејић се борио против Бугара (1914—1915) и током рата су га заробили, но Иван је успео да побегне и одметне се у хајдуке. "Још у доба бугарске окупације он се одметнуо у шуму. Бугари су грдне муке имали с њим. Читаве батаљоне војника и жандарма слали су у потеру за Бабејићем и његовом бандом. И онда је његово име било чувено. По ослобођењу био је један од првих који се предао нашим властима. Једног дана у селу је неко украо два пара волова. Сумња је одмах пала на Бабејића. Суд га је осудио на годину дана затвора. Кад је спровођен у Ниш, он је успео да побегне на тај начин што је у моменту када је воз ишао највећом брзином искочио из вагона. Иако је имао лисице на рукама, ипак је умакао без трага и гласа. Прво је поубијао оне сведоке који су га тешко теретили. Потом је настала читава серија злочина. Највише су настрадали крупни богаташи", писало је Време 11. априла 1928.
Према документима, Иван је био ожењен у Лазници. Са супругом Аном се, како је то писало Време, венчао "кад је цепелин први пут прелетео Хомоље". Ипак, њих двоје су веома кратко живели заједно, не више од годину дана, када ју је Иван напустио и одметнуо се. Добили су сина Бранка, који је преминуо када је имао четири године. Иако узрок његове смрти није познат, предања мештана Лазнице говоре да су га убили жандарми. Једино што је сигурно јесте да га је Бабејић одвојио од мајке и предао једном човеку у Лазници на чување.
Иван је хајдуковао пуних 18 година. Био је страх и трепет за све оне који су се усудили да га на било какав начин преваре, чак је био немилосрдан и када би чуо да о њему лоше говоре. Пљачкао је, причало се, кога је стигао, и богате и сиромашне. Упркос томе, први су радили за њега, други су му спевали песме, а његово име ушло је у легенду. За време Бабејићевог хајдуковања избегао је много жандармеријских потера и убио толико људи да је постао највреднија уцењена глава - власти Краљевине Југославије за живог или мртвог хајдука давала је рекордних 100.000 динара. Тек неких седам година касније овај рекорд је оборен када је немачка врховна команда понудила дупло више новца за главу партизанског вође Тита. Упркос вредној награди, веровало се да "Бабејића куршум не бије", па се мало ко усудио да уопште покуша да га убије.
Постоји много верзија његове смрти и никада није било утврђено како је заиста умро. Пронађено је пар доказа који указују на то да је Бабејић лажирао своју смрт, али су они непотврђено. Његово тело је нађено у Паљанима 5. септембра 1934. године у дому Мише Илића. Он је тврдио да су му Иван Бабејић и Дража Глигоријевић дошли у кућу касно ноћу, да их је сместио у подрум, а онда искористио тренутак непажње и запуцао на њих. Глигоријевић је побегао, али не и Бабејић. Тело хомољског хајдука било је изложено на вашаришту у ћуприји данима јер су сви хтели да се увере да је "горски цар" мртав. Новинар Бода Д. Николић тог септембра 1934. писао је да је само првог дана на својеврсно поклоњење Бабејићевом лешу дошло 4.000 људи, а у наредних пет дана било их је и неколико десетина, па можда и стотина хиљада људи. Миша Илић је месец дана касније добио награду од 100.000 динара за Бабејићеву главу. Међутим, када је у октобру 1940. ухапшен Дража Глигоријевић он је признао да је он убио Бабејића, а да му је Илић само помогао, због чега је Паљанац ухапшен.
Приче о Бабејићу су наставиле да живе и да се преносе са генерације на генерацију. Једна од познатијих  песма јесте песма "Кнћику 'лу Бабау" коју је отпевао Сава Мошић и тако сачувао од заборава.

## Галерија
- Бабејић мртав у паљану. Постоји верзија која говори да је то један поп и да је Бабејић лажирао његову смрт.
- Иван Бабејић
- Мртав Иван
- Стојан Стевановић, јатак од Ивана Бабејића који је носио шешир у зубима кроз село због казне од жандара
- Дража Глигоријевић
- Дража Глигоријевић
- Мртви Барбуловићи
- Иван Бабејић
- Иван Бабејић, Живојин Митровић, Лазар Радовановић, Петар Струјић
- Стана - Бабејићева љубавница и јатакиња
- Дража Глигоријевић
- Иван Бабејић и непознати војник током Бугарског рата